# Mikko Hovi

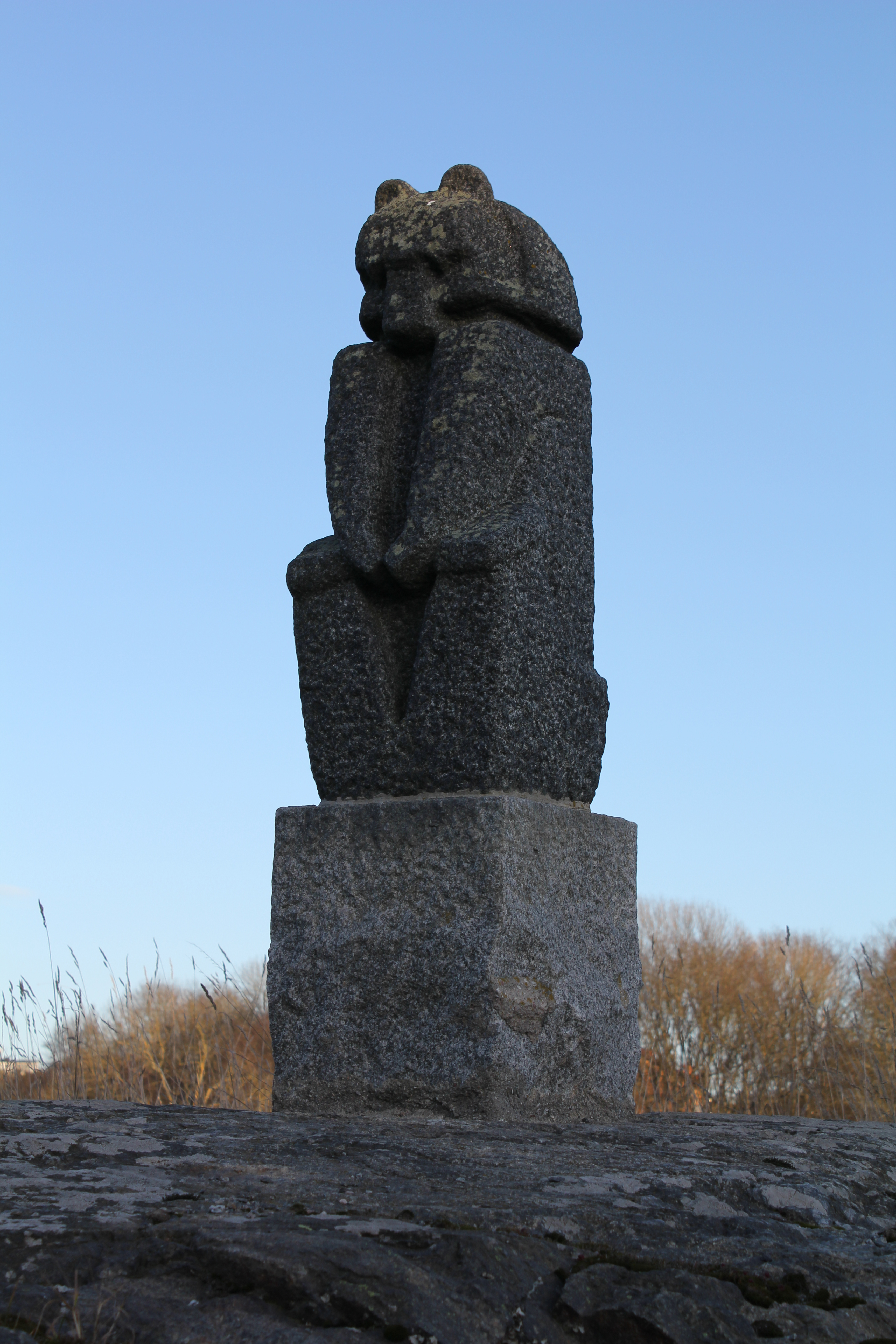
Sittande björn av Mikko Hovi (1956). Årsta, Stockholm.

Mikko Hovi, född 11 oktober 1879 i Björkö i Viborgs län, död 10 juli 1962 i Helsingfors, var en finländsk skulptör.
Mikko Hovi var medhjälpare till Gunnar Finne 1911–14, men började inte förrän på 1940-talet ägna sig åt konsten på allvar. Han blev känd för sina naivistiska och folkliga småskulpturer, men arbetade också med mer monumentala verk. I sina 1950-talsarbeten i kubistisk stil är han en föregångare till den abstrakta konsten inom Finlands bildhuggeri.
Han tilldelades Pro Finlandia-medaljen 1951.
Han är begravd på Malms begravningsplats i Helsingfors.

## Offentliga verk i urval
- Lekande björnar, Borgbacken, Helsingfors (1951)[3]
- Fiskpojken, Borgbacken, Helsingfors (1953)[4]
- Bollpojkarna, Hertonäs, Helsingfors (1955)[5]
- Sittande björn, Årsta, Stockholm (1956)[6]